# Charles Sydney Smith
Charles Sydney Smith (* 26. Januar 1879 in Worsley Mesnes; † 6. April 1951 in Southport) war ein britischer Wasserballspieler und dreifacher Olympiasieger. 
Er war während 24 Jahren von 1902 bis 1926 der Torhüter in der britischen Wasserballmannschaft und nahm mit ihr an vier Olympischen Spielen teil. Die britischen Wasserballer, die zu Beginn des 20. Jahrhunderts diesen Sport dominierten, gewannen die Goldmedaille bei den Spielen 1908 in London, 1912 in Stockholm sowie 1920 in Antwerpen. Seine dritte Goldmedaille gewann Smith im Alter von 41 Jahren und 270 Tagen. Er ist damit der älteste Wasserballspieler, der jemals Olympiasieger wurde.
Bei den Olympischen Spielen 1924 in Paris nahm er im Alter von 45 Jahren noch einmal teil, aber scheiterte mit der britischen Mannschaft bereits in der Vorrunde an Ungarn mit 6:7.
Er wurde 1981 in die International Swimming Hall of Fame in Fort Lauderdale aufgenommen. 